# سزار دلگادو
سزار دلگادو (اسپانیایی: César Delgado‎؛ زادهٔ ۱۸ اوت ۱۹۸۱) بازیکن فوتبال اهل آرژانتین است.

## باشگاهی
از باشگاه‌هایی که در آن بازی کرده‌است می‌توان به لیون، باشگاه فوتبال کروز آزول و روساریو سنترال اشاره کرد.

## تیم ملی
وی همچنین در تیم ملی فوتبال زیر ۲۳ سال آرژانتین و تیم ملی فوتبال آرژانتین بازی کرده‌است.

## افتخارات
وی در مسابقات کشوری و بین‌المللی در مجموع برندهٔ ۱ مدال طلا شده‌است.